# Minquiers

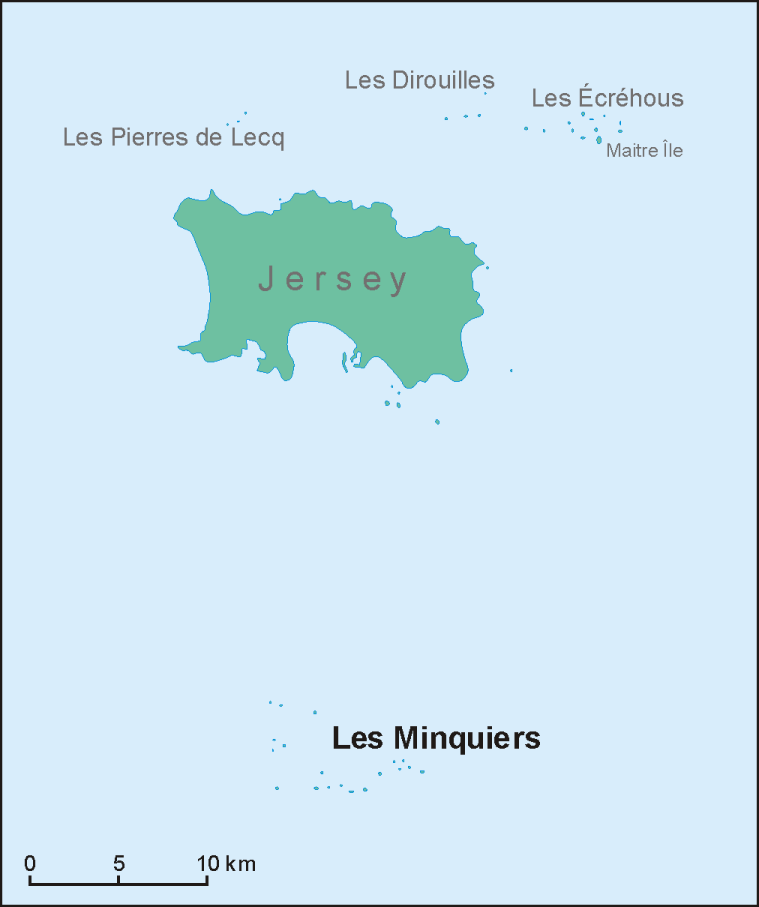
Localisation des Minquiers au sud de Jersey.

Les Minquiers sont un archipel normand situé au sud des îles Anglo-Normandes et qui fait partie du bailliage de Jersey. Administrativement, ils font partie de la paroisse de Grouville. L’archipel est constitué d’un plateau granitique constellé d’une multitude d’écueils qui découvrent uniquement à marée basse et révèlent un chaos granitique. À marée haute, il ne subsiste qu’une seule île de moins de 1 km2, appelée Maîtresse-Île, sur laquelle ont été bâties quelques maisons de pêcheur, mais elles sont inhabitées et servent uniquement de refuge occasionnel.
Les Minquiers sont désignés au titre de site Ramsar le 2 février 2005.

## Contrebande
Inhabitables, les Minquiers et les Écréhou servirent de repaire pour les contrebandiers, notamment au XIXe siècle, pour « y cacher pendant quelques semaines les denrées qu’ils cherchaient à introduire clandestinement en France ou à Jersey ». Selon les époques et les besoins, ils virent ainsi transiter des « indiennes », des draperies, de la laine, du plomb, de l’étain et du tabac (tous produits dits de « commerce libre », alimenté par les cargaisons ramenées par les corsaires depuis 1689). Il semble que les pêcheurs « fraudeurs » croisant dans les parages de cet archipel possédaient une technique imparable permettant d’échapper aux poursuites éventuelles des douaniers et des fortes mers, en mettant leur doris au mouillage le plus sûr et coulaient l’embarcation en retirant le nable placé au fond. À la réapparition de la basse mer et du beau temps, ils replaçaient le nable et retournaient en récupérant leurs marchandises vers un des ports de la côte française ou de Chausey.

## Le litige entre la France et l’Angleterre
Le monarque d’Angleterre exerce sa souveraineté sur les Minquiers et les Écréhou depuis le XIIIe siècle. Le royaume de France avait bien revendiqué la propriété de ces îles lors de la conquête de la Normandie en 1204, mais avec le temps, ses prétentions se sont faites moins véhémentes.
Au XIXe siècle, alors que les Conventions sur la pêche se succédaient et modifiaient sans cesse les limites des eaux territoriales, les pêcheurs français entendaient pouvoir poursuivre le dragage des huîtres et le caseyage des crustacés, activité reconnue par le passé. À l’insu des préposés de douanes et des pêcheurs anglais, ils sillonnaient les alentours des archipels à bord de leur patache, pêchant en toute illégalité. En juin 1939, un groupe de pêcheurs chausiais, emmené par le peintre de la marine Marin-Marie, débarqua aux Minquiers sur la Maîtresse-île pour affirmer la souveraineté française sur l’archipel. Après cet incident diplomatique, qui faisait suite à des conflits réguliers entre pêcheurs chausiais et jersiais, la France et le Royaume-Uni décidèrent en 1950 de régler le litige sur une base strictement juridique et déposèrent une demande d’arbitrage auprès de la Cour internationale de justice (CIJ) de La Haye. Au préalable, la question des droits de pêche avait été réglée séparément ; elle fait encore aujourd’hui l’objet d’un accord commercial entre les parties.
Le Royaume-Uni basait ses prétentions territoriales sur la conquête de l'Angleterre par le duc de Normandie en 1066, ce qui constituait un lien historique entre le royaume d’Angleterre et le duché dont dépendaient les Minquiers et les Écréhou. La France, quant à elle, se basait sur la reconquête de la Normandie par le roi de France en 1204. Mais cette dernière n’avait concerné que la partie continentale du duché, et la mention des deux archipels ne put être trouvée dans aucun des traités portés au dossier français (traité de Paris de 1259, traité de Calais de 1360, traité de Troyes de 1420).
Finalement, la décision de la CIJ fut rendue en 1953, elle donnait tort, à l’unanimité, à la France.

## La Patagonie Septentrionale

Drapeau du royaume de Patagonie.

En 1984, l’écrivain français Jean Raspail, auteur des mémoires d’Orélie-Antoine de Tounens, débarque aux Minquiers pour y faire flotter le drapeau du royaume de Patagonie, dont Tounens (1825-1878) avait été le premier roi. Les Minquiers sont alors rebaptisées, pour une journée, Patagonie Septentrionale, et la Maîtresse-Île Port-Tounens. Cet épisode, qui fait suite à la demande ironique faite au Royaume-Uni d’évacuer les îles Malouines, provoque un petit incident diplomatique avec la France, toutefois sans conséquence puisqu’elle continue à reconnaître la souveraineté britannique sur ces îles.
Le geste est renouvelé 14 ans plus tard en 1998. Le drapeau de Patagonie est à nouveau hissé, mais cette fois-ci, l’Union Jack est descendu puis remis à l’ambassade britannique à Paris par le consul général de Patagonie en France, Jean Raspail. Passées relativement inaperçues en France, ces deux expéditions ont en revanche eu un fort écho en Angleterre, où elles firent la une des journaux.
Quatorze nouvelles années plus tard, en 2012, une nouvelle expédition a lieu aux Minquiers, renouvelée en 2016. De nouveau, du 22 au 24 octobre 2019 le pavillon patagon flotte sur l'archipel, et les portes des toilettes (sur lesquelles un écriteau indique qu’elles sont « les plus septentrionales du royaume ») sont repeintes aux couleurs patagones.

## Dans la littérature

### Littérature francophone
Les Minquiers sont notamment mentionnées assez longuement par Victor Hugo dans son roman Quatre-Vingt-Treize, sur la Révolution française. Il note, en particulier, combien les récifs sont traîtres, et indique que leur surface est plus grande que Jersey. Hugo vécut à Guernesey et Jersey plusieurs fois[évasif] dans sa vie, et était familier des lieux.
L'archipel des Minquiers et son lien avec les partisans du royaume d'Araucanie et de Patagonie constituent la fin du récit de Jean Raspail Adiós, Tierra del Fuego, publié en 2001.

### Littérature anglophone
Les revendications françaises et britanniques sur les Minquiers constituent un élément dramatique du roman de Nancy Mitford Don’t Tell Alfred, comme cause de dispute occasionnelle entre les deux « vieilles dames » – France et Grande-Bretagne.
Les Minquiers sont présents dans le roman d’aventure de marins The Wreck of the Mary Deare, de Hammond Innes, et son adaptation cinématographique de 1959, Cargaison dangereuse.